# Showtrial
Showtrial är en brittisk krminaldramaserie vars första säsong hade premiär den 31 oktober 2021. Första säsongen som består av fem avsnitt är skapad av Ben Richards. Den andra säsongen också den bestående av fem avsnitt hade premiär den 6 oktober 2024 och premiär på SVT Play den 13 november 2024.

## Handling
Första säsongen kretsar kring försvarsadvokaten Cleo Roberts som får ta sig an ett fall där en universitetsstudent försvinner. Den anklagade är osympatisk och kommer från en privilegierad bakgrund.
Andra säsongen kretsar kring försvarsadvokaten Sam Malik som får ta sig an ett fall med  en klimataktivist, som lämnas att dö efter en smitningsolycka.

## Rollista (i urval)

### Säsong 1
- Tracy Ifeachor - Cleo Roberts
- Céline Buckens - Talitha Campbell
- Lolita Chakrabarti - Meera Harwood
- Sharon D. Clarke - Virginia Hoult
- Sinéad Keenan - Paula Cassidy
- James Frain - Damian Campbell

### Säsong 2
- Adeel Akhtar - Samir "Sam" Malik
- Nathalie Armin - Leila Hassoun-Kenny
- Michael Socha - Justin Mitchell
- Joe Dempsie - Miles Southgate